# Negoro-gumi

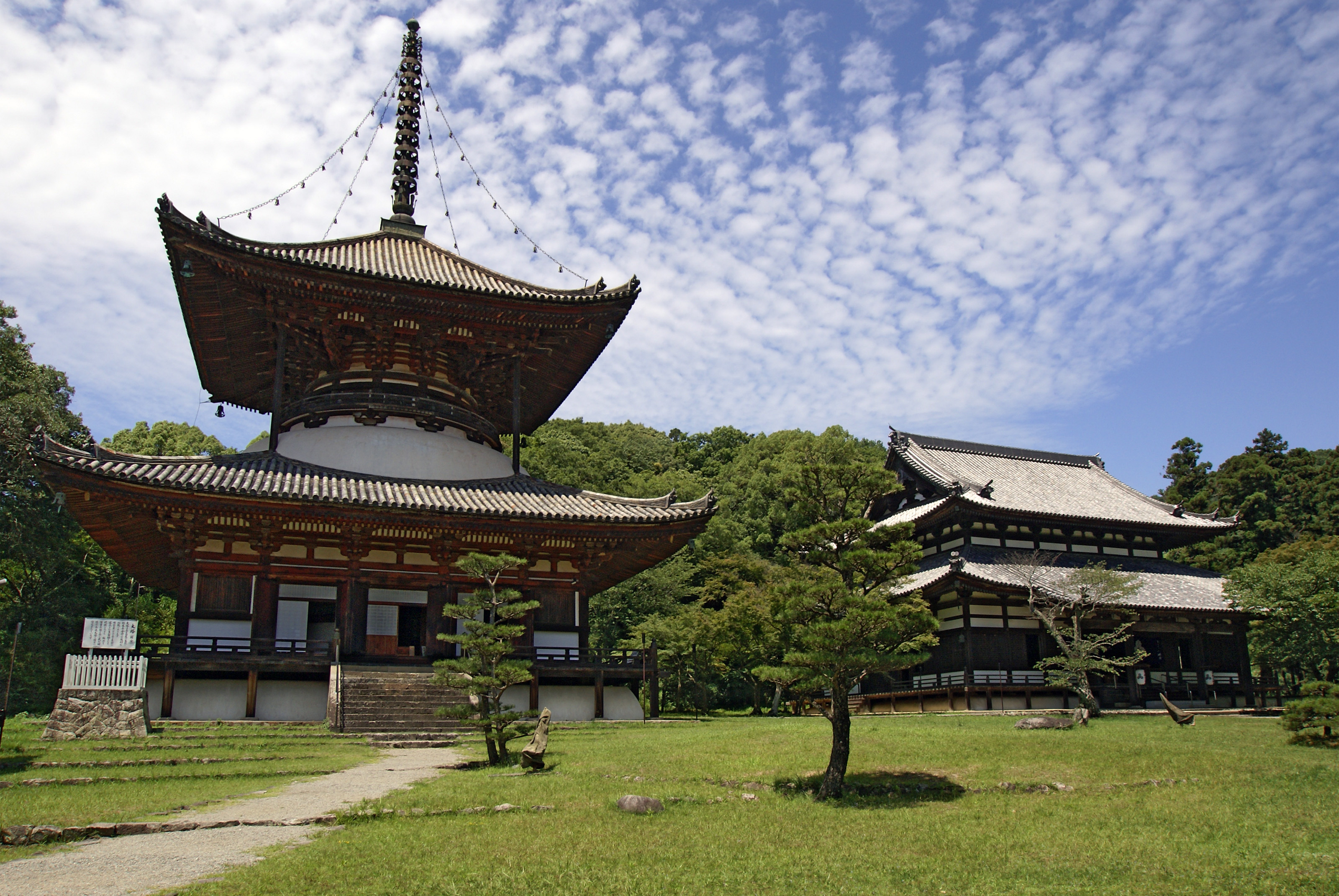

I Negoro-gumi (根来組??) furono un ordine di monaci guerrieri con sede nel tempio Negoro-ji nella provincia giapponese di Kii. Erano famosi per la loro abilità con le armi da fuoco così come con le armi tradizionali dei monaci come la naginata. Negoro-ji, insieme a molti altri monasteri guerrieri, venne assediato alla fine del XVI° secolo, durante il periodo Sengoku; nel 1585, il tempio fu raso al suolo dalle forze di Toyotomi Hideyoshi durante l'assedio di Negoro-ji.
I monaci del Negoro-ji erano devoti della setta Shingi del Buddismo Shingon, ma erano anche alleati con monaci di altre sette, come gli Ikkō-ikki, gli Saika Ikki e con Tokugawa Ieyasu, principale rivale di Toyotomi Hideyoshi. Aiutarono i loro alleati in numerose battaglie, compreso l'assedio di Ishiyama Hongan-ji, la roccaforte principale degli Ikkō-ikki. Quando il loro tempio venne assediato nel 1585, si stima che ci fossero tra 30.000 a 50.000 uomini, anche se molti fuggirono prima dell'assedio e cercarono rifugio nel castello di Ōta, roccaforte dei Saika Ikki. Dopo la distruzione del tempio venticinque sopravvissuti si unirono all'esercito di Tokugawa Ieyasu costituendo il nucleo delle sue formazioni con le armi da fuoco.
Una traccia della vita quotidiana dei Negoro-gumi fu fornito da padre Caspar Vilela, un missionario gesuita che visitò il tempio. Paragonò i monaci ai Cavalieri di Rodi, guerrieri devoti che avrebbero dato qualsiasi cosa combattendo per la loro religione. Tuttavia osservò che i monaci del Negoro-ji si adoperavano più sui preparativi militari che sulla preghiera, e che molti non avevano nemmeno preso i voti monastici. Vilela rimase colpito dalle loro abilità marziali, dalla pesantezza del loro allenamento quotidiano e dall'efficacia delle loro armi e armature. Questi monaci non erano solo esperti archibugieri ma anche alcuni tra i migliori armaioli del paese. Celebravano le vittorie militari con tutti i piaceri di una forza laica, godendo di molte cose che una vita religiosa dovrebbe proibire, come il vino, le donne e il canto.